# Викторианская психопатка
«Викторианская психопатка» (англ. Victorian Psycho) — будущий триллер ужасов режиссёра Закари Уигона. В основе сценария одноимённый роман писательницы Вирджинии Фейто. Главную роль исполнит Майка Монро.

## Сюжет
1858 год. Получив должность гувернантки, Уинифред Нотти приезжает в готическое поместье Энсор-Хаус, где должна заботится о своих подопечных, Друсилле и Эндрю, обучая их этикету и истории семьи. Но долгие, тоскливые дни, проведённые в мрачных стенах поместья, сопровождаются знакомством с извращениями и увлечениями семьи Паундс — мистер Паундс не может оторвать глаз от груди Уинифред, а миссис Паундс получает болезненное удовольствие, наказывая Уинифред за взгляды мужа. В сочетании с презрением к детям Паундса Уинифред на каждом шагу пытается подавить жестокие побуждения своего прошлого.

## В ролях
| Актёр            | Роль           |
| ---------------- | -------------- |
| Майка Монро      | Уинифред Нотти |
| Томасин Маккензи | Мисс Лэмб      |

## Производство
О начале работы над фильмом стало известно в октябре 2024 года. Режиссёром стал Закари Уигон. В основе сценария одноимённый роман писательницы Вирджинии Фейто. Она также напишет сценарий для фильма. Главную роль исполнит Майка Монро , заменившая Маргарет Куолии. В ноябре 2024 года к главному актерскому составу присоединилась Томасин Маккензи. Начало съёмок запланировано на март 2025 года.
Премьера запланирована на 2026 год.